# Награда и казна
Награда и казна је назив првог албума Индире Радић. Индира је снимање на њему започела 1991, исте године када се из Републике Српске преселила у Србију, а издала га је продукцијска кућа Јужни ветар.

## Песме
На албуму се налазе следеће песме: